# Warren Penns 1937-1938
La stagione 1937-38 dei Warren Penns fu la 1ª nella NBL per la franchigia.
I Warren Penns arrivarono quinti nella Eastern Division con un record di 3-9, non qualificandosi per i play-off.

## Staff tecnico
- Allenatore: Gerry Archibald